# ポーランド総督府

占領下ポーランド地域の総督府
Generalgouvernement für die besetzten polnischen Gebiete (ドイツ語)

国歌: Das Lied der Deutschen（ドイツ語）
世界に冠たるドイツ
党歌: Die Fahne hoch（ドイツ語）
旗を高く掲げよ

ポーランド総督府の領域（1942年）

ポーランド総督府（ポーランドそうとくふ、ドイツ語: Generalgouvernement für die besetzten polnischen Gebiete）は、1939年9月のポーランド戦役でドイツ国防軍が占領したポーランド領のうち、ドイツ領に併合されなかった旧ポーランド領にドイツが設立した統治機関である。総督はハンス・フランクが務めた。

## 設立

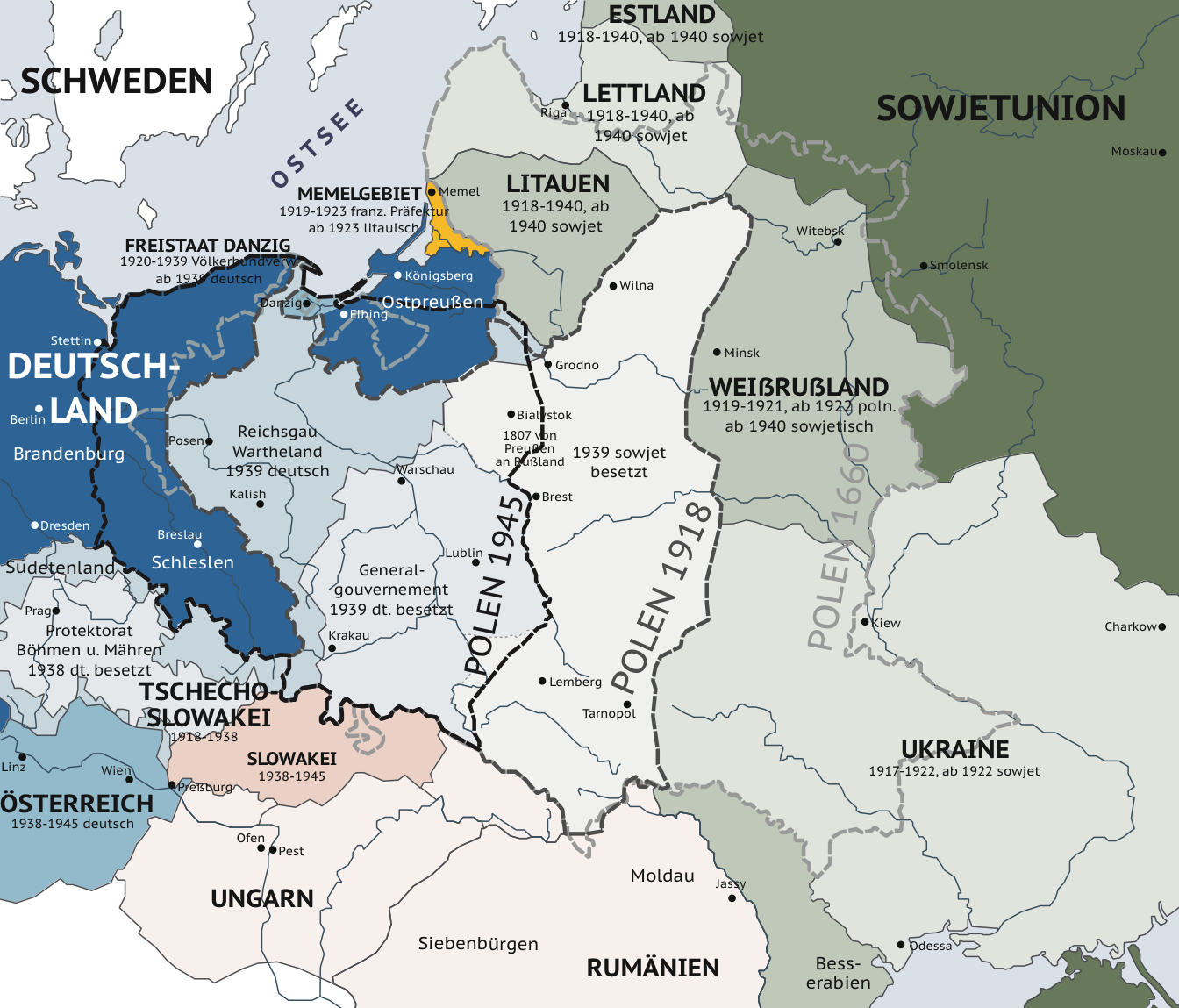
第一次世界大戦後と第二次世界大戦後のポーランドの国境線の変遷

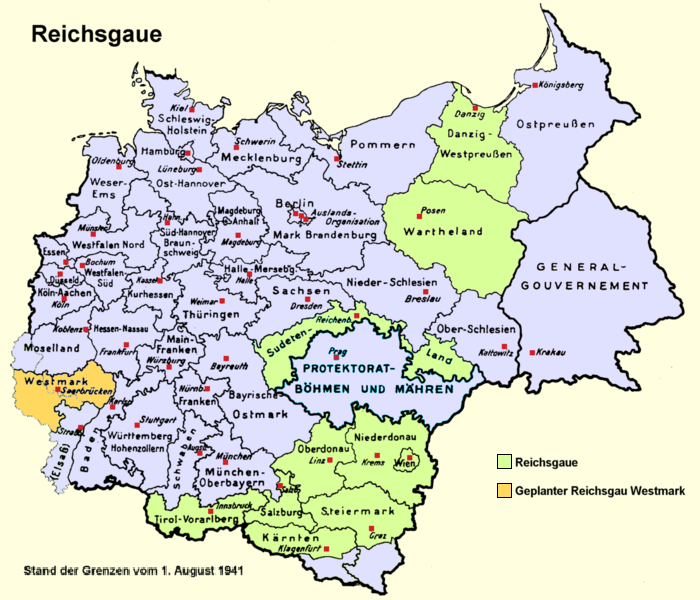
帝国大管区（緑色）と1941年のポーランド総督府（右端）

ヒトラーは1939年10月8日と10月12日付の指令でドイツに隣接する旧ポーランド領をドイツに併合、次の行政区画を設け、一部に帝国大管区の名称を付与した（旧ポーランドの行政区画の Voivodship を県と訳し、ナチス・ドイツの Regierungsbezirk を県と訳す。Regierungsbezirk はプロイセン王国に端を発する行政区画の名称で、ナチス・ドイツ時代に全国に広められた。日本語訳としては県が定訳として認知されている）。
- ヴァルテラント帝国大管区（当初はポーゼン帝国大管区）：旧ポーランドのポズナン県 (Poznań Voivodship) 全体と、ほとんどのウッチ県  (Łódź Voivodship) 、ポモージェ県 (Pomeranian voivodship) の5つの郡 (country)、ワルシャワ県 (Warsaw voivodship) の1つの郡を含む。
- ポモージュ県の残りはダンツィヒ＝西プロイセン帝国大管区（当初は西プロイセン帝国大管区）に併合される。
- ワルシャワ県の北部に位置する5つの郡、プウォツク、 プウォニスク（ドイツ語版）、シェルプツ（ドイツ語版）、チェハヌフ（ドイツ語版）、ムワヴァ（ドイツ語版）は、ナチス・ドイツの東プロイセン州のツィヘナウ県（ドイツ語版）となる。
- ソスノヴィエツ 、ベンジン（ドイツ語版）、フシャヌフ、ザヴィエルチェ（ドイツ語版）郡とオルクシュ（ドイツ語版）ジヴィエツ郡の一部は、ナチス・ドイツのカトヴィッツ県（ドイツ語版）となる。非公式に東オーバーシュレージエン（ドイツ語版）と呼ばれる。

これらの領域は9万4千平方kmあり、人口は約1千万人であった。
ドイツに併合されなかった旧ポーランド領は、ポーランド総督府と呼ばれる統治機関の下に置かれた。1939年10月26日にハンス・フランクが総督に任命された。首都はクラクフで、行政区画はワルシャワ 、ルブリン、ラドムとクラクフの4つに分けられる。1941年6月のソビエト侵攻後、ウクライナ・ソビエト社会主義共和国の一部であった東ガリツィアがポーランド総督府の5つ目の領域となった。
ポーランド総督府は、純粋にドイツの統治機関で、ポーランド人から構成される傀儡政権ではなかった。これはドイツ支配下のヨーロッパに新たなポーランド人国家を作ろうとするものではなかった。1941年3月ヒトラーは、「ここを15～20年で完全なドイツ人居住地にする」と決定していた。ヒトラーは、「4～5百万人のドイツ人に対して、1千2百万人ものポーランド人がいる。ポーランド総督府領はラインラントと同じくドイツ人のものになるべきだ」と述べている 。
1939年秋、ドイツに併合された旧ポーランド領からポーランド人がポーランド総督府領に強制移住させられ、ポーランド人にとって巨大な強制収容所のようなものとなった。そこでは、ポーランド人の男女はドイツ第三帝国の工場や農場で強制労働を強いられた。

## 総督府の構成

### 中央行政府
総督 (Generalgouverneur)
- ハンス・フランク博士（1939年10月26日 – 1945年1月17日）

副総督 (Stellv. Generalgouverneur)
- アルトゥル・ザイス＝インクヴァルト博士（1939年10月25日 – 1940年5月22日）
- ヨーゼフ・ビューラー博士（1940年5月22日 – 1945年1月17日）

### 県知事 (Chefs des Distrikts)
ヴァルシャウ (Warschau) 県知事
- ルートヴィヒ・フィッシャー博士 (1939年10月26日–1945年1月17日)

クラカウ (Krakau) 県知事
- オットー・ヴェヒター（ドイツ語版）博士 (1939年10月26日–1942年1月22日)
- リヒャルト・ヴェントラー（ドイツ語版）博士 (1942年1月31日–1943年5月26日)
- ルートヴィヒ・ロスアッカー（ドイツ語版）博士 (1943年5月26日–1943年10月10日)
- クルト・ルートヴィヒ・エーレンライヒ・フォン・ブルクスドルフ（ドイツ語版）博士 (1943年11月23日–1945年1月18日)

ルブリン (Lublin) 県知事
- フリードリヒ・シュミット（ドイツ語版） (1939年10月26日–1940年2月1日)
- エルンスト・ツェルナー (1940年2月1日–1943年4月10日)
- ルートヴィヒ・フィッシャー博士 (1943年4月10日–1943年5月27日　代理)
- リヒャルト・ヴェントラー（ドイツ語版）博士 (1943年5月27日–1944年7月22日)

ラドム (Radom) 県知事
- カール・ラッシュ（ドイツ語版）博士 (1939年12月28日–1941年8月1日)
- エルンスト・クント（ドイツ語版） (1941年8月1日–1945年1月17日)

レンベルク (Lemberg) 県知事
- カール・ラッシュ（ドイツ語版）博士 (1941年8月1日–1942年1月6日)
- オットー・ヴェヒター（ドイツ語版）博士 (1942年1月22日–1944年7月)

## 総督府の人口構成

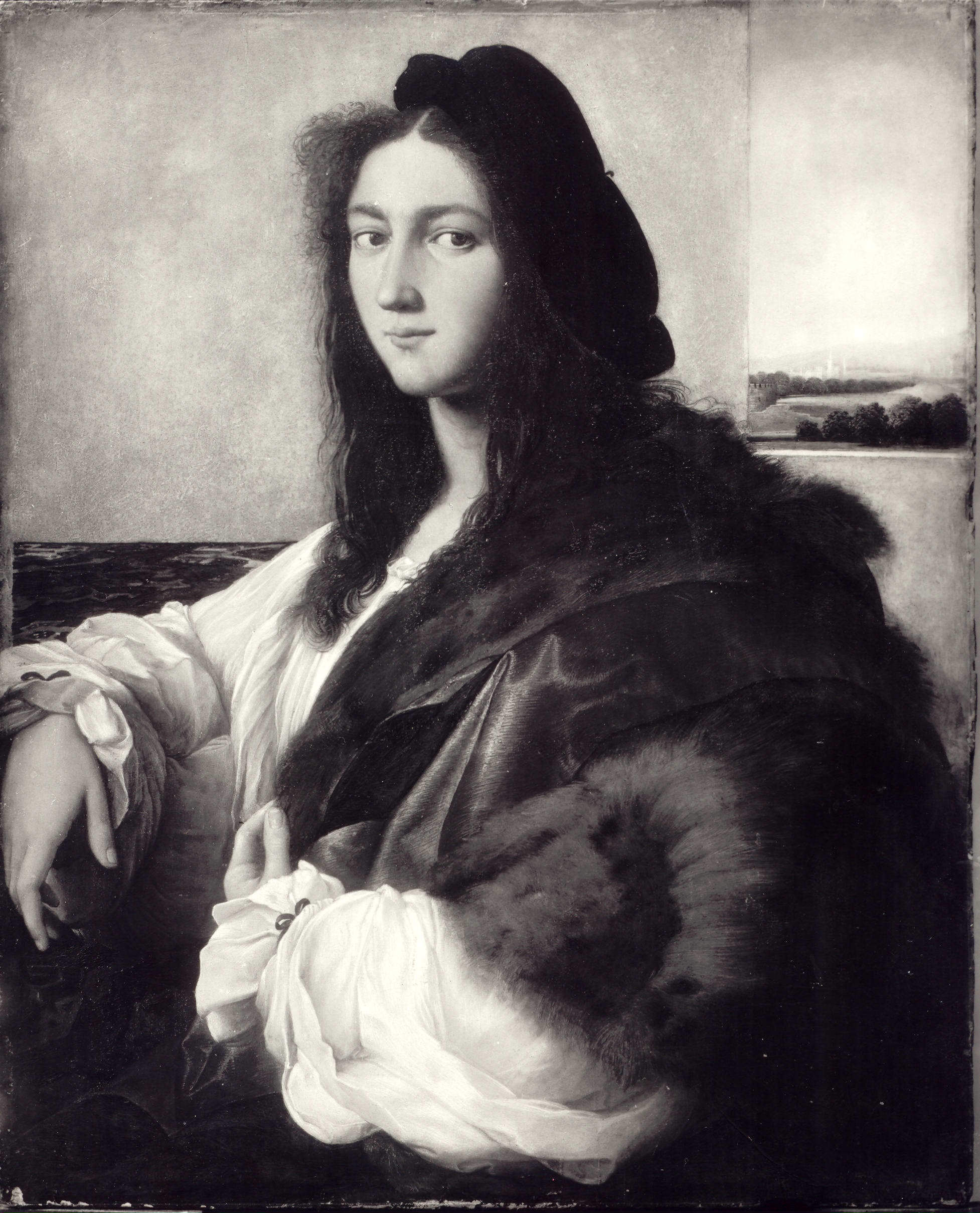
ラファエロ・サンティの『若者の肖像』。1939年にハンス・フランクの命で没収され、そのまま行方不明となったポーランド国内の膨大な美術コレクションの一部

ポーランド総督府領の人口は最初1200万人であったが、ドイツに併合された旧領土から86万人のポーランド人とユダヤ人がポーランド総督府に強制移住させられた。これと相殺する形で、ドイツはポーランド人の知識階級や抵抗分子の殺害を開始した。1941年の疫病の蔓延や飢餓が人口を減少させた。また、多くのポーランド人がドイツ本国に外国人労働者として送られ、農場や工場で強制労働を強いられた。最終的に約百万人が送られ、多くがドイツで死亡した。
1940年当時、総督府には複数の民族集団が居住していた。所属する民族集団の種類に応じて権利、食糧配給、公共交通機関や食堂の利用について待遇の差があった。優遇された順に並べると次のようになる。
- ドイツ本国からやってきたドイツ国籍の住民（帝国ドイツ人（ドイツ語版））
- ポーランド生まれであるが、ドイツ人として民族意識のドイツ系住民（ナチス・ドイツの民族リストの範疇1あるいは2：民族ドイツ人（ドイツ語版））
- ポーランド人と結婚して、家族のあるドイツ系住民（民族リストの範疇3あるいは4）
- 隣接するウクライナとの国境地帯に居住するウクライナ人
- 山地に居住する高地人（ゴラル人）
- ポーランド人
- ユダヤ人

## 虐殺政策

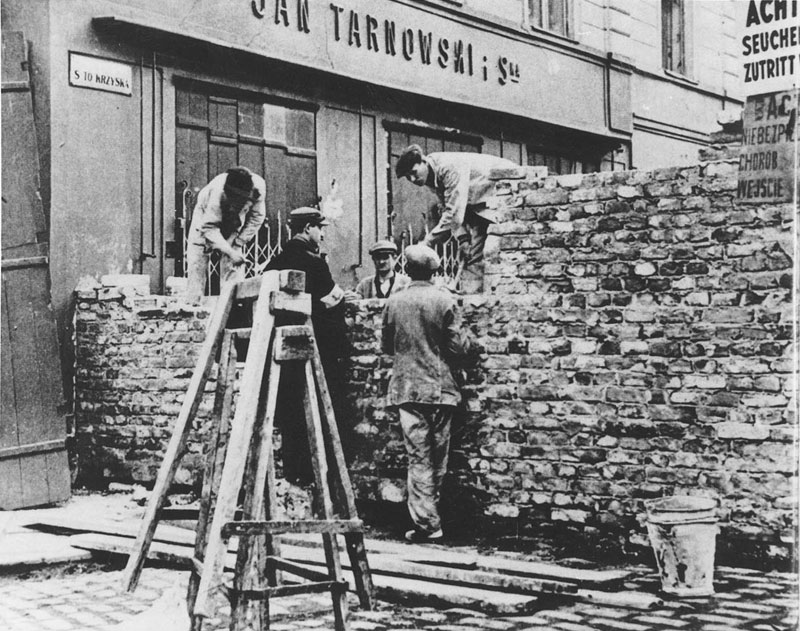
1940年8月、ワルシャワ・ゲットーに建設される壁

1942年1月20日のヴァンゼー会議で、ポーランド総督府の副総督であるヨーゼフ・ビューラー博士は、総督府領での「最終的解決」の実行にラインハルト・ハイドリヒを推薦した。彼によると、総督府領における最大の問題は官憲の仕事を妨害するブラックマーケットの著しい発達であった。彼は国内の「ユダヤ人問題」を可能な限り速やかに解決したいと考えていた。良い点は輸送の問題がないという点であった。
1942年、ドイツはユダヤ人の組織的な虐殺を開始した。総督府は6つの強制収容所のうち4つを持っており、そこでは「望ましくない人種」をガス室で虐殺するホロコーストが実行されていた。ポーランドや他の国からのユダヤ人100万人近くが1942年から1944年までの間に処刑された。ポーランド総督府領にいた1939年時点の人口が、1944年の終わりにソビエト軍がその地域を占領した際には、約4百万人減少していた。

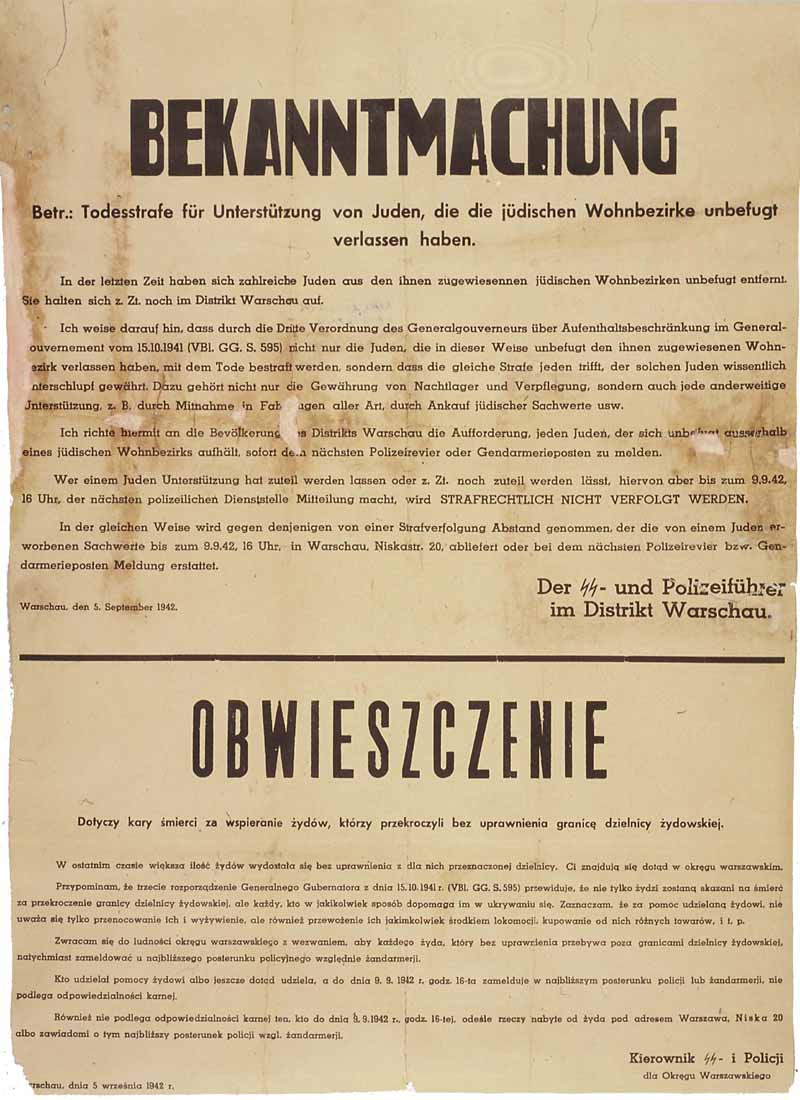
ユダヤ人を助けたポーランド人に対して死刑をもって対するとする親衛隊および警察の告知

他のスラブ人のように少数の（非ユダヤ人の）ポーランド人は農奴の階級に引き落とすと言うのはドイツの政策であった。その一方、残りは国外に追放されるか除去されて「支配人種」であるドイツ人の移住者に置き換えられた。元々の人々を将来どうするかということに関しては様々な計画が出された。その一つは、約2千万人のポーランド人を西シベリアへ国外退去にし、4～5百万人をドイツ人化するというものであった。
実際には国外退去は、人々をどこかに強制的に移動させるという意味ではなく、同様の他の計画のように対象の人間全てに死を与えるというものであった。ポーランド総督府領では全ての中等教育は廃止され、全てのポーランドの文化的施設は閉鎖された。1943年、ポーランドの人々は野蛮な民族浄化の真っ只中に置かれた。しかし、1944年まで一部のドイツ人しかその地域に移住しなかった。

## レジスタンス

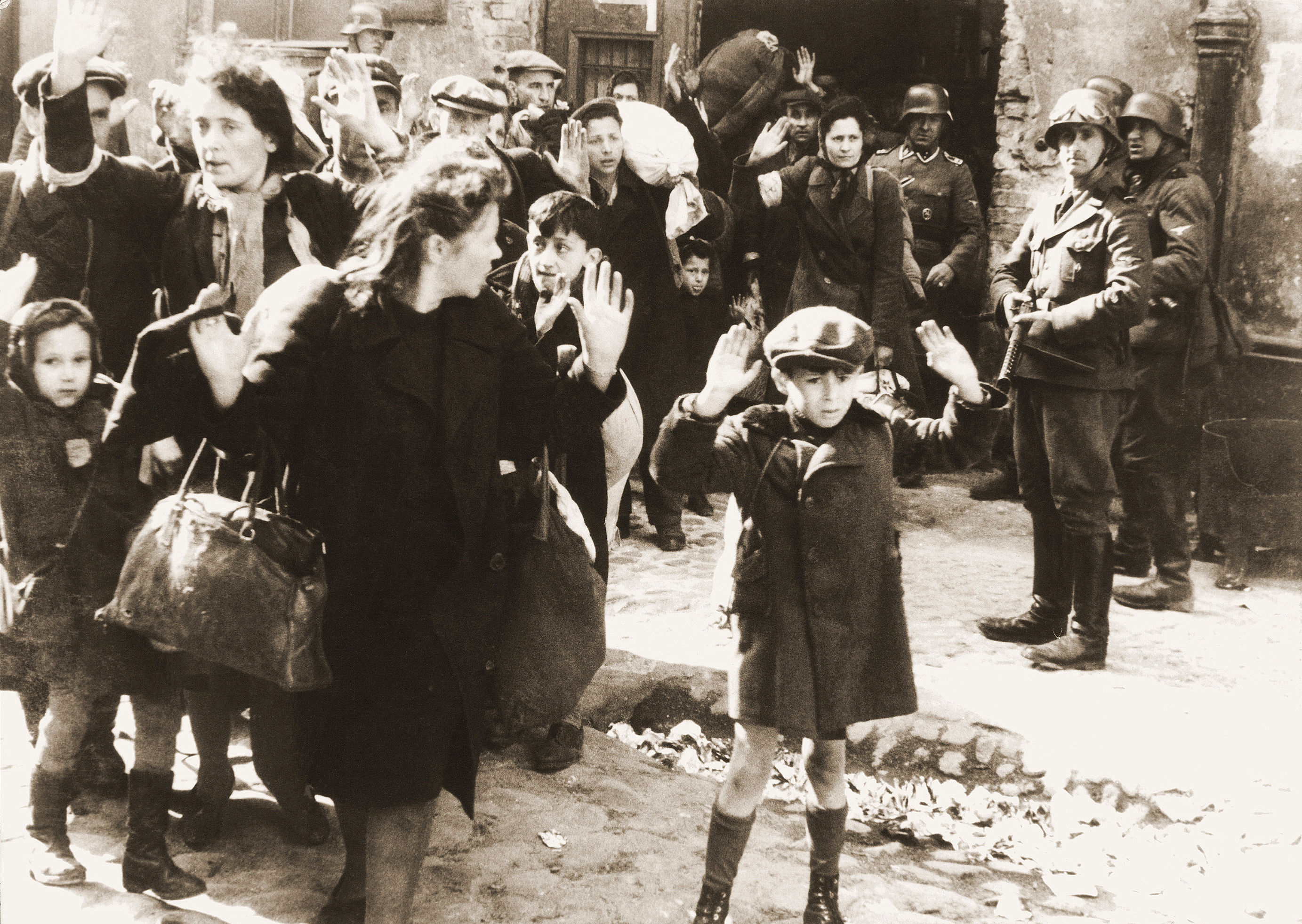
1943年1月のワルシャワ・ゲットー蜂起後、親衛隊により連行されるユダヤ人

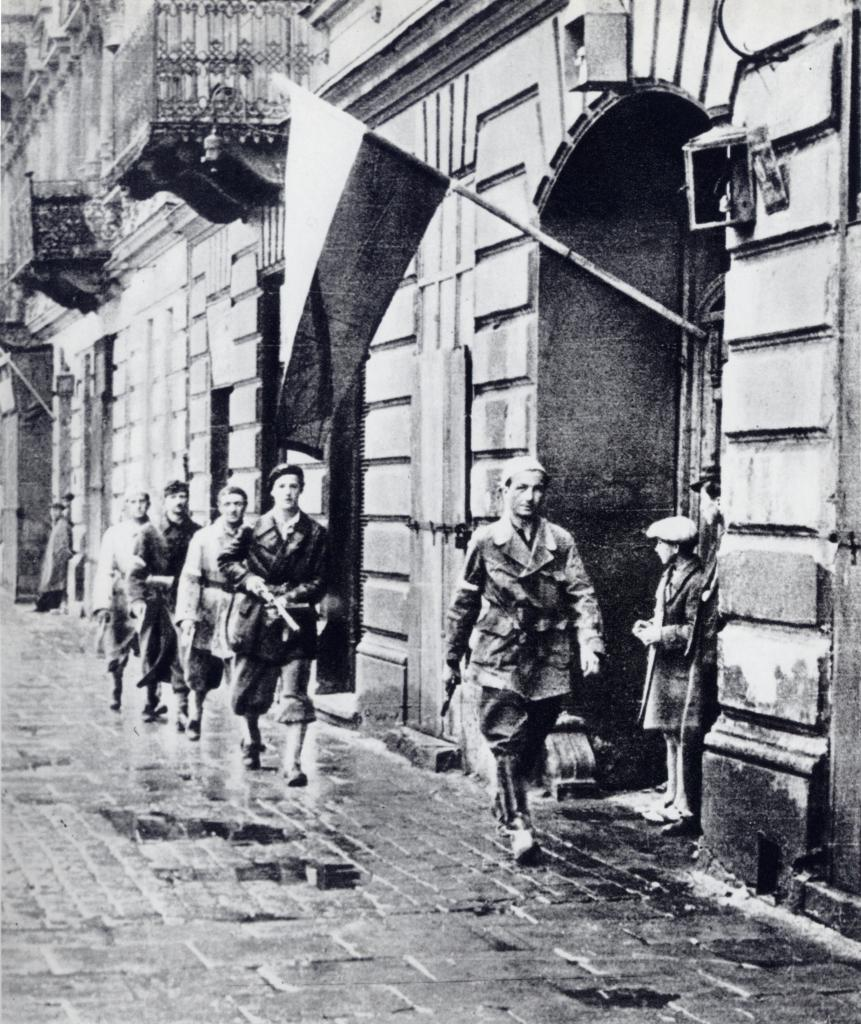
1944年8月1日、ワルシャワ蜂起に参加するポーランド兵

ドイツの支配への抵抗は、一度といわず発生した。しかしポーランドはゲリラ戦に向いた地形ではなかった。主抵抗戦力は、ロンドンにあるポーランド亡命政府の指示に従う国内軍（ポーランド語でArmia KrajowaもしくはAK）であった。これは戦前からのポーランド軍の残りとたくさんの義勇兵により編成されていた。他の戦力、例えばソビエト連邦が背後に存在し、ポーランド共産党により指示される共産主義者の人民軍 (Armia Ludowa or AL) のようなものも同時に存在した。1944年までに国内軍は38万人となったが、武装は貧弱であった。占領下では様々なポーランド人の抵抗組織が15万の枢軸軍を殺害した。人民軍は国内軍の15%の規模であった。
1943年、ドイツは4月19日から5月16日のワルシャワ・ゲットー蜂起に恐れをなし、ワルシャワ・ゲットーから残りのユダヤ人を追放した。これは、ポーランドにおけるドイツへの最初の武装蜂起であった。これに勇気を得たポーランド人は1944年に立ち上がり、ワルシャワ蜂起を起こした。
1944年7月にソビエト軍がワルシャワに近づくと、ワルシャワを自ら解放し、共産主義者に吸収されることを避けるため、亡命政府は蜂起を呼びかけた。タデウシュ・ブル＝コモロフスキに率いられた国内軍は、ロンドン亡命政府とソビエト含む連合国が支援するという約束の下に、8月1日にドイツ軍に対して攻撃を開始するが、共産主義政権をポーランドに設立することを計画していたソ連側は自軍の補給能力の限界を理由に支援せず、見殺しにした。
戦闘を63日行った後、蜂起軍指揮官はドイツ軍に条件付降伏を行った。国内軍の残り1万5千人は戦時捕虜の扱いを受けた（この同意前に捕虜になった反乱軍は射殺された）。そして残り18万の市民は放免された。

## 終結
1944年の終わりにソビエト軍がポーランド全土をほぼ制圧し、ポーランド総督府は崩壊した。フランクは1945年5月にアメリカ軍の捕虜となり、後にニュルンベルク裁判の被告となった。裁判中、フランクはカトリック教会に改宗した。フランクは40冊にものぼる自分の日記を法廷に提出し、自分や他の者への証拠が彼により集められた。フランクは戦争犯罪と人道に対する罪で有罪となり、1946年10月1日、絞首刑による死刑判決を受けた。

## 関連書籍
- ヤン・カルスキ(en:Jan Karski)『私はホロコーストを見た　黙殺された世紀の証言　1939-43』（上・下）、吉田恒雄訳、白水社、2012年9月。ISBN 978-4-560-08234-8 ISBN 978-4-560-08235-5）